# Hệ số áp đảo
Hệ số áp đảo, hay bội số sức mạnh, hay hệ số nhân lực trong lĩnh vực quân sự (từ nguyên tiếng Anh: Force multiplication) là một thuật ngữ quân sự, chỉ hệ số chênh lệch các đại lượng của khoa học quân sự so sánh mối tương quan sức mạnh giữa các bên đang chiến tranh với nhau, thông qua việc tính toán chênh lệch sức mạnh trên nhiều khía cạnh. Từ đó, nắm bắt các lợi thế hiện có, vận dụng chúng trong các tình huống chiến tranh để chiến đấu hiệu quả. Trong thời chiến, hệ số áp đảo cho khả năng tiêu diệt kẻ thù nhiều hơn và làm giảm thiểu thương vong phía quân nhà. Trong mọi thời kỳ, hệ số này là điều cần thiết để duy trì lợi thế.
Hệ số áp đảo được xem là đã được biết đến và sử dụng từ hàng trăm năm qua. Nó là khái niệm được lý giải đơn giản, đó là khả năng áp dụng nguồn lực bổ sung vào sức mạnh chung. Hệ số áp đảo ngày nay được xem là một mô tả tương đối mới về một ý tưởng cũ, có thể hiểu khái niệm này là "...mở rộng hiệu quả của con người và máy móc mà không cần tăng số lượng của cả hai...", hay "...làm được nhiều hơn với ít nguồn lực hơn...". Một cách để dễ tiếp cận với khái niệm này là sự phát triển của tên lửa, quốc gia nào chú trọng phát triển công nghệ tên lửa để chúng có thể bay nhanh hơn, tầm bay xa hơn và độ chính xác cao hơn sẽ làm gia tăng hệ số sức mạnh quân đội nước đó. Điều này tạo ra lợi thế trước lực lượng quân sự của nước khác. Sự đầu tư phát triển công nghệ không ngừng sẽ duy trì liên tục lợi thế từ hệ số sức mạnh này. Hệ số áp đảo không chỉ từ một yếu tố mà cũng kết hợp nhiều yếu tố/biện pháp một cách đồng thời, sự kết hợp này làm tăng khả năng thực thi sức mạnh quân sự.
Hệ số áp đảo cũng thường áp dụng để mô tả cho khả năng thống trị của chủ nghĩa đế quốc.

## Các khía cạnh áp đảo
Có nhiều đại lượng so sánh giữa các bên chiến tranh, trong đó một bên nắm giữ một hay nhiều hệ số (bên dưới) sẽ xác định lợi thế trong chiến tranh:
- Áp đảo quân số[8]
- Áp đảo vũ khí, hỏa lực. Trong đó bao gồm phối hợp lực lượng các loại vũ khí khác nhau.[g]
- Ưu thế công nghệ[2] là một khía cạnh vô cùng quan trọng của hệ số áp đảo. Các quốc gia ngày nay ra sức đầu tư công nghệ để ứng dụng cho quân đội. Bao gồm đầu tư phát triển các loại tên lửa, hệ thống radar,[10] robot và hệ thống không người lái.[11]
- Áp đảo tâm lý
- Ưu thế phương tiện chiến tranh và mức độ cơ động đơn vị quân sự: Một lực lượng có nhiều phương tiện chiến đấu như các loại máy bay hiện đại hơn sẽ tạo ra các lợi thế trên chiến trường. Chẳng hạn, trong Chiến dịch Earnest Will của Mỹ ở Vịnh Ba Tư (1987-1989) 300 chuyến bay của máy bay tiếp dầu trên không đã tiếp sức chiến đấu cho các máy bay của hải quân. Họ đã giúp cung cấp nhiên liệu mà tàu chở dầu không cần đi ngang các vùng nước nguy hiểm của eo biển Hormuz.[12] Việc hỗ trợ chiến đấu hay trực tiếp chiến đấu đã có thể nhanh hơn và an toàn hơn.
- Lợi thế về điều kiện tự nhiên địa phương: chẳng hạn yếu tố mùa đông khắc nghiệt ở Nga đã làm yếu đi sức tiến công của quân Đức vào năm 1941.[13]
- Cơ sở vật chất quân sự: chẳng hạn các thành trì hay lâu đài. Các lực lượng chiến đấu trước kỷ nguyên thuốc súng luôn có lợi thế nếu có thành trì vững chắc. Mặc dù, điều này sẽ đảo ngược trong thời đại của súng đạn. Việc xây dựng và duy trì sử dụng chúng chỉ khiến tốn kém và làm yếu khả năng quân sự.[h]
- Đào tạo[8]
- Kinh nghiệm chiến trường
- Chiến lược quân sự
- Nghệ thuật chiến dịch
- Chiến thuật quân sự
- Sức mạnh thông tin, tuần tra, giám sát,[15] tình báo
- Ủng hộ và giúp đỡ bởi cường quốc đồng minh: một ví dụ về khía cạnh này là khả năng của Israel một mình đứng vững qua các thời kỳ xung đột với Thế giới Hồi giáo nhờ vào các đồng minh phương Tây, đứng đầu là Hoa Kỳ.

### Sách
- Bradley Jay Strawser (2013). Killing by Remote Control: The Ethics of an Unmanned Military. Oxford University Press. ISBN 9780199339792.
- Donald M. Snow (2019). Cases in U.S. National Security: Concepts and Processes. Rowman & Littlefield. ISBN 9781538115671.
- Jackson Maogoto (2014). Technology and the Law on the Use of Force: New Security Challenges in the Twenty-First Century. Routledge. ISBN 9781134445509.
- Maximilian Forte (2015). Force Multipliers: The Instrumentalities of Imperialism. Lulu.com. ISBN 9780986802164.
- Michael Truscello (2020). Infrastructural Brutalism: Art and the Necropolitics of Infrastructure. MIT Press. ISBN 9780262358729.
- Nicholas Murray (2013). The Rocky Road to the Great War: The Evolution of Trench Warfare to 1914. Potomac Books, Inc. ISBN 9781612341057.
- Phil Quade (2019). The Digital Big Bang: The Hard Stuff, the Soft Stuff, and the Future of Cybersecurity. John Wiley & Sons. ISBN 9781119617402.
- Thean Potgieter, Ian Liebenberg (2012). Reflections on War: Preparedness and Consequences. AFRICAN SUN MeDIA. ISBN 9781920338848.
- Virender Kapoor (2017). What You Can Learn From Military Principles. Bloomsbury Publishing. ISBN 9789386349569.

### Tạp chí
- United States. Army Materiel Command, United States. Army Acquisition Executive Support Agency, United States. Army Acquisition Corps Proponency Office (1996). "Army RD & A Bulletin, Tập 96, Số phát hành 6". HQ, U.S. Army Materiel Command. {{Chú thích tạp chí}}: Chú thích magazine cần |magazine= (trợ giúp)Quản lý CS1: nhiều tên: danh sách tác giả (liên kết)